# Йейтс, Джозеф Кристофер
Джозеф Кристофер Йейтс (англ. Joseph Christopher Yates; 9 ноября 1768, Скенектади, штат Нью-Йорк — 19 марта 1837, там же) — американский юрист, политик, государственный деятель, 7-й губернатор штата Нью-Йорк (1 января 1823 — 31 декабря 1824).
Участник Американской революции.

## Биография
Изучал право. Работал юристом в родном городе Скенектади. Политик, член основанной Томасом Джефферсоном Демократическо-республиканской партии.
В 1798—1808 годах 12 раз избирался мэром своего родного города. С 1805 по 1808 годах — сенатор штата Нью-Йорк. С 1808 по 1822 год работал судьёй Верховного суда штата.
В 1823—1824 годах занимал пост губернатора штата Нью-Йорк.
Также являлся попечителем Союза колледжей и президентом Сберегательного банка Скенектади.
В 1828 году Йейтс был членом Коллегии выборщиков президента США.

## Память
В честь Джозефа Кристофера Йейтса в его родном штате Нью-Йорк названы округ Йейтс и город Йейтс.